# MG GT (2014)
MG GT – samochód osobowy klasy kompaktowej produkowany pod brytyjsko-chińską marką MG w latach 2014–2019.

## Historia i opis modelu

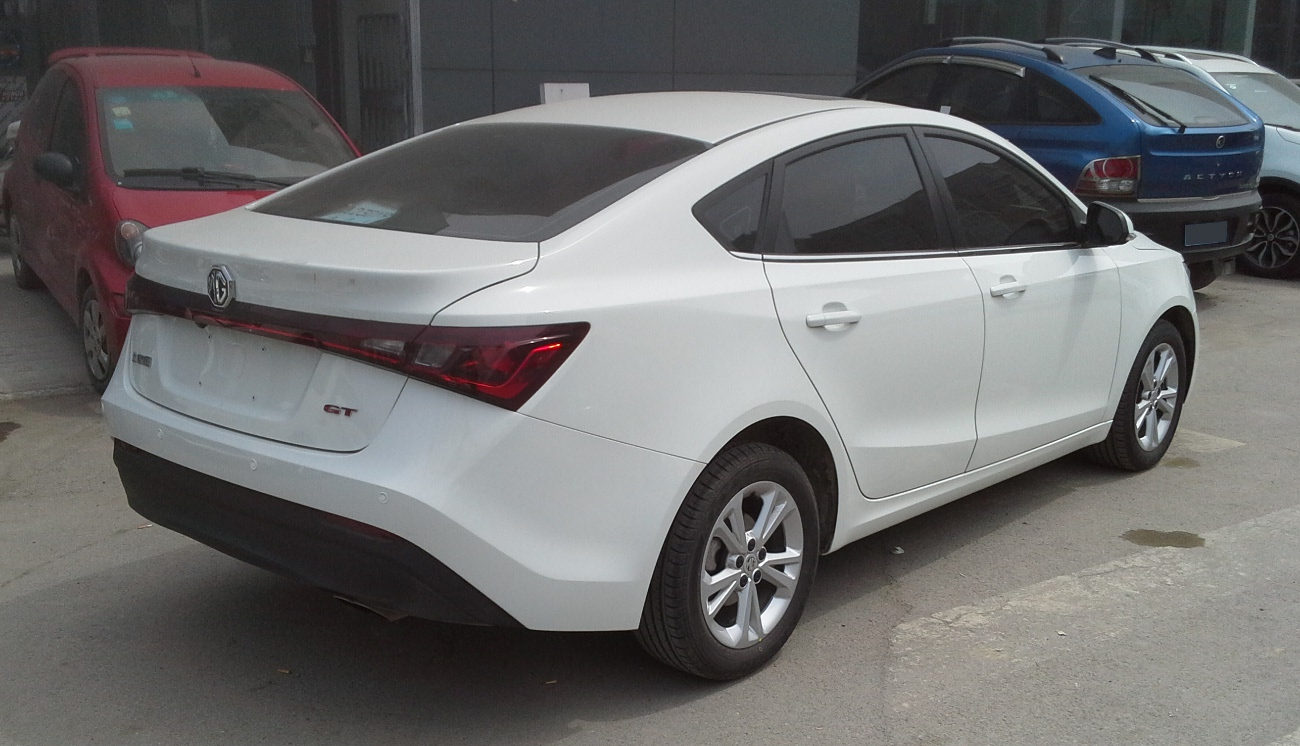
MG GT - tył

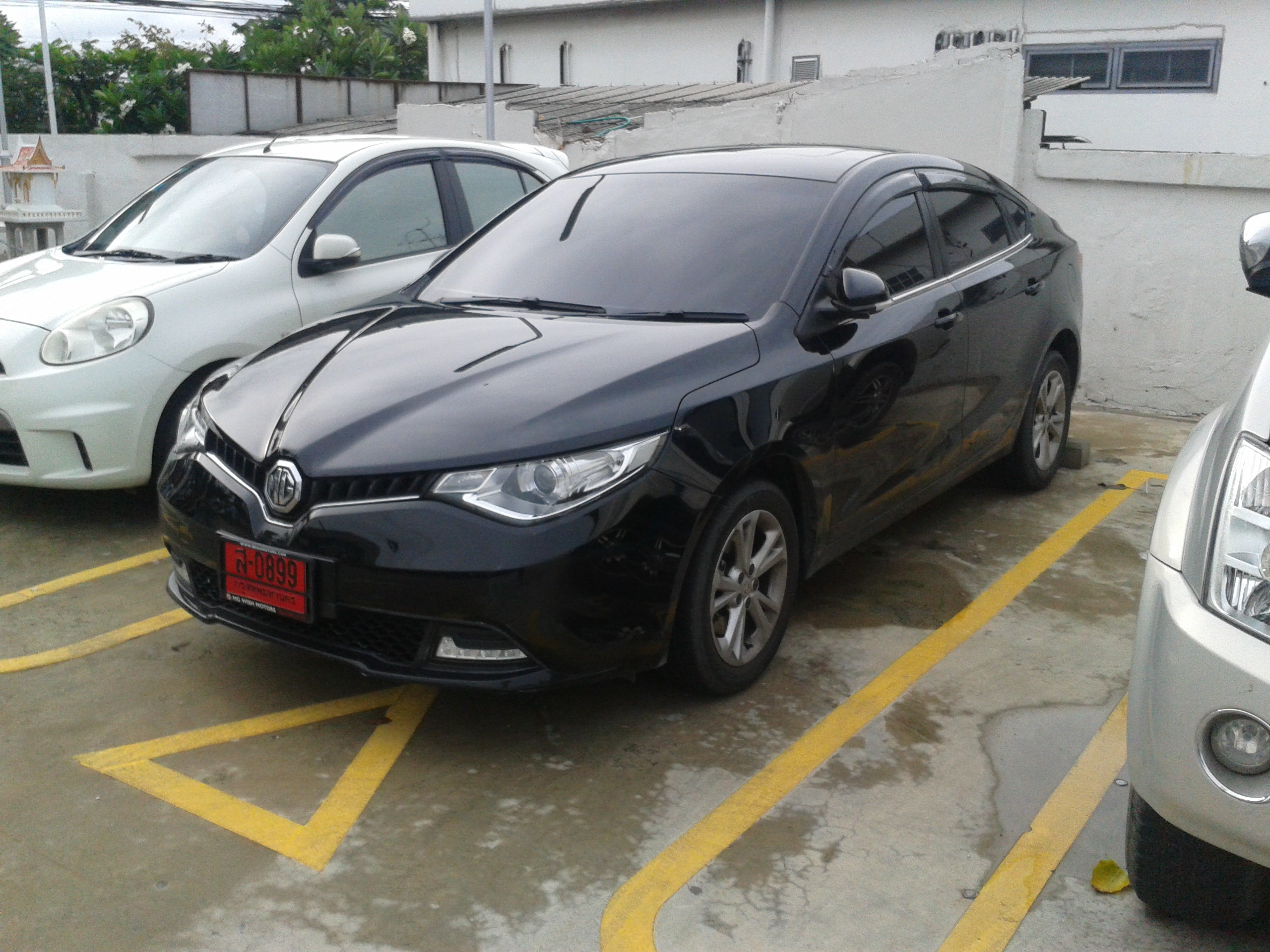
tajlandzkie MG 5 Sedan

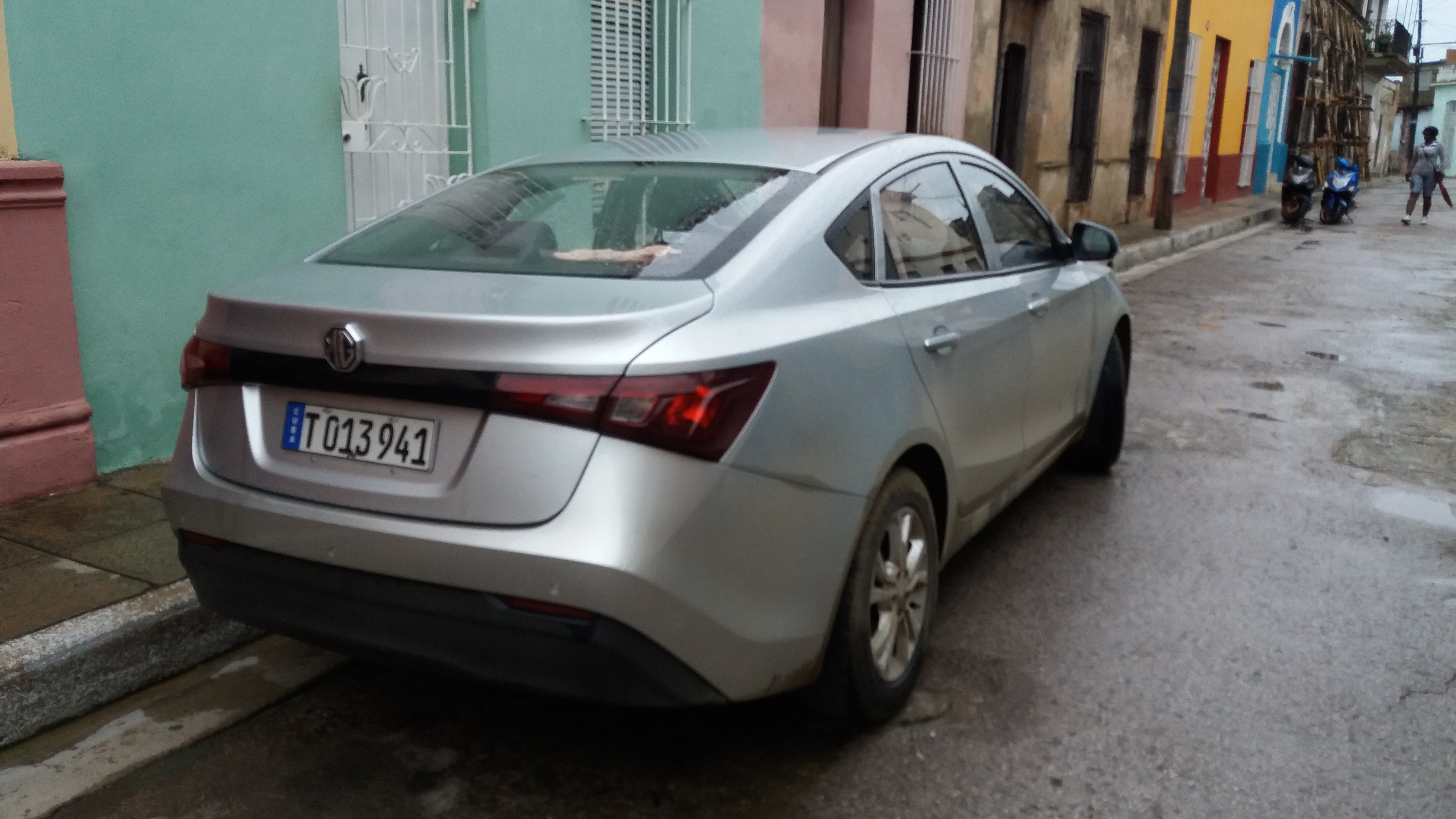
MG GT na Kubie

W lipcu 2014 roku MG poszerzyło swoją ofertę o kompaktowego sedana o nazwie GT, który opracowany został na bazie hatchbacka MG 5 jako jego trójbryłowa odmiana o odrębnej stylizacji nadwozia. Samochód zyskał awangardową stylizację nadwozia, z agresywnie ukształtowanymi reflektorami, a także łagodnie opadającą linią dachu ku tyłowi, który zwieńczył rozpościerający się na całą szerokość nadwozia jednoczęściowy pas świateł. 
W kabinie pasażerskiej producent zastosował bardziej stonowany, niż wobec nadwozia, projekt, na czele z masywną konsolą centralną zdominowaną przez centralnie umieszczony wyświetlacz systemu multimedialnego. Wyposażono go w system inforozrywki, a także łączność z 3G, internetem oraz telewizją satelitarną, poza sterowaniem z ekranu umożliwiając także działanie poprzez panel przycisków.
Początkowo MG GT oferowane było wyłącznie z czterocylindrowym silnikiem benzynowym o pojemności 1.4l o mocy 154 KM, z kolei w 2015 roku ofertę poszerzyły także dwie większe jednostki o pojemności 1,5-litra - 109-konna oraz mocniejsza, z turbodoładowaniem, rozwijająca 129 KM.

### Sprzedaż
MG GT zbudowane zostało z myślą o rynku chińskim, gdzie jego sprzedaż rozpoczęła się w listopadzie 2014 roku. Ponadto, w 2015 roku rozpoczęła się także sprzedaż i produkcja z Tajlandii pod nazwą MG 5, z kolei w 2016 roku pojazd rozpoczęto eksportować z Chin do Chile. Produkcja MG GT trwała przez 5 lat, kończąc się w pierwszej połowie 2019 roku. W kolejnym roku MG przedstawiło nowego kompaktowego sedana w postaci modelu 5.

### Silniki
- R4 1.4l 154 KM
- R4 1.5l 109 KM
- R4 1.5l Turbo 129 KM